# Porphyrinia trifasciata
Porphyrinia trifasciata är en fjärilsart som beskrevs av Moore 1881. Porphyrinia trifasciata ingår i släktet Porphyrinia och familjen nattflyn. Inga underarter finns listade i Catalogue of Life.